# Wireless Regional Area Network
Wireless Regional Area Network (WRAN) bezeichnet ein regionales Funknetz gemäß IEEE 802.22. Dafür können mehrere Frequenzbereiche von 54 MHz bis 862 MHz genutzt werden. Die Reichweite kann bei ausreichender Sendeleistung, je nach Antennenstandorten und Geländeprofil, 40 km bis 100 km betragen.